# Domnești, Bistrița-Năsăud

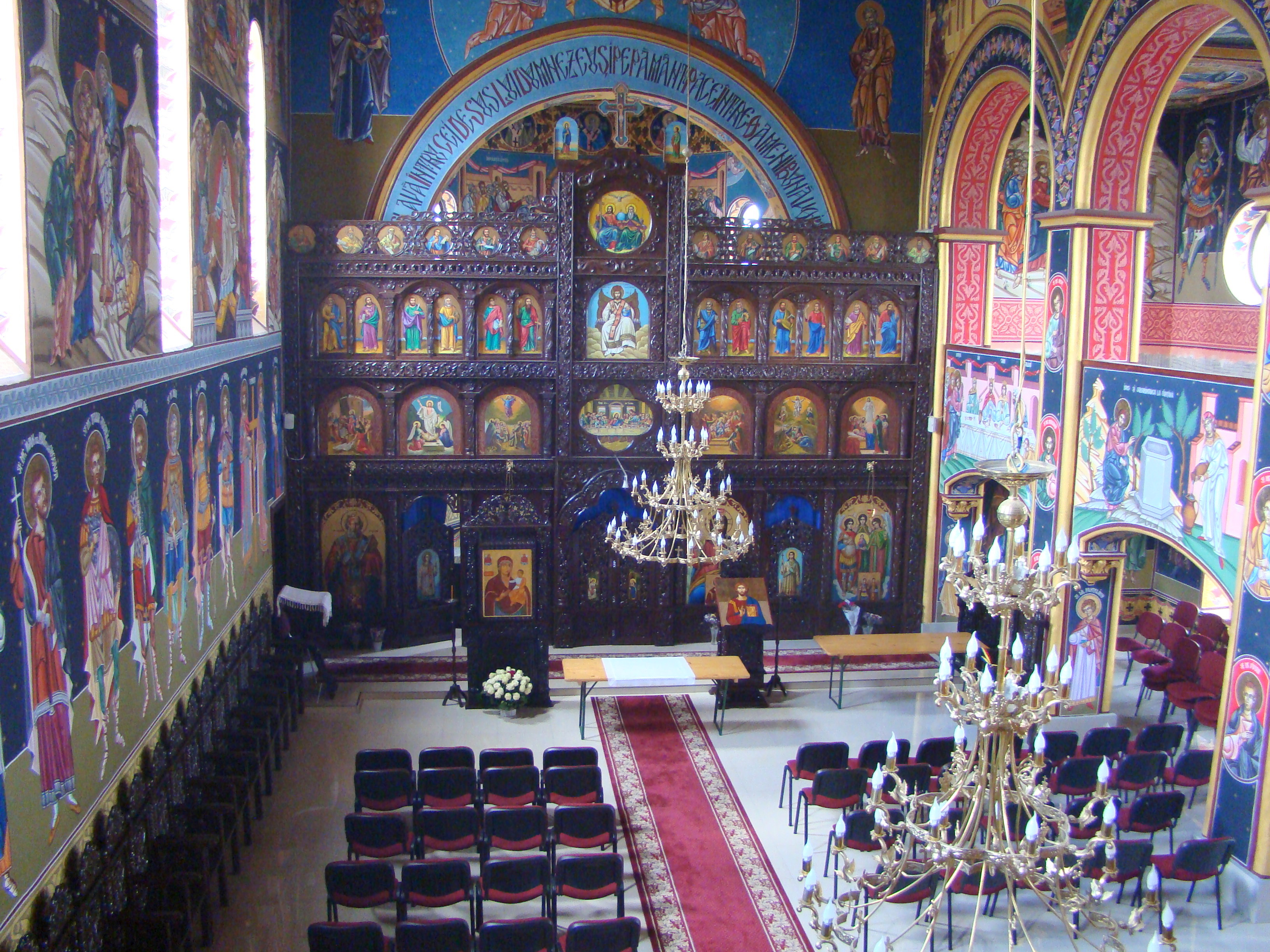
Fosta biserică evanghelică, în prezent ortodoxă

Domnești, mai demult Bileag (în dialectul săsesc Attelsdref, în germană Billak, Attelsdorf, Adelsdorf, Zelt, în maghiară Bilak) este un sat în comuna Mărișelu din județul Bistrița-Năsăud, Transilvania, România.

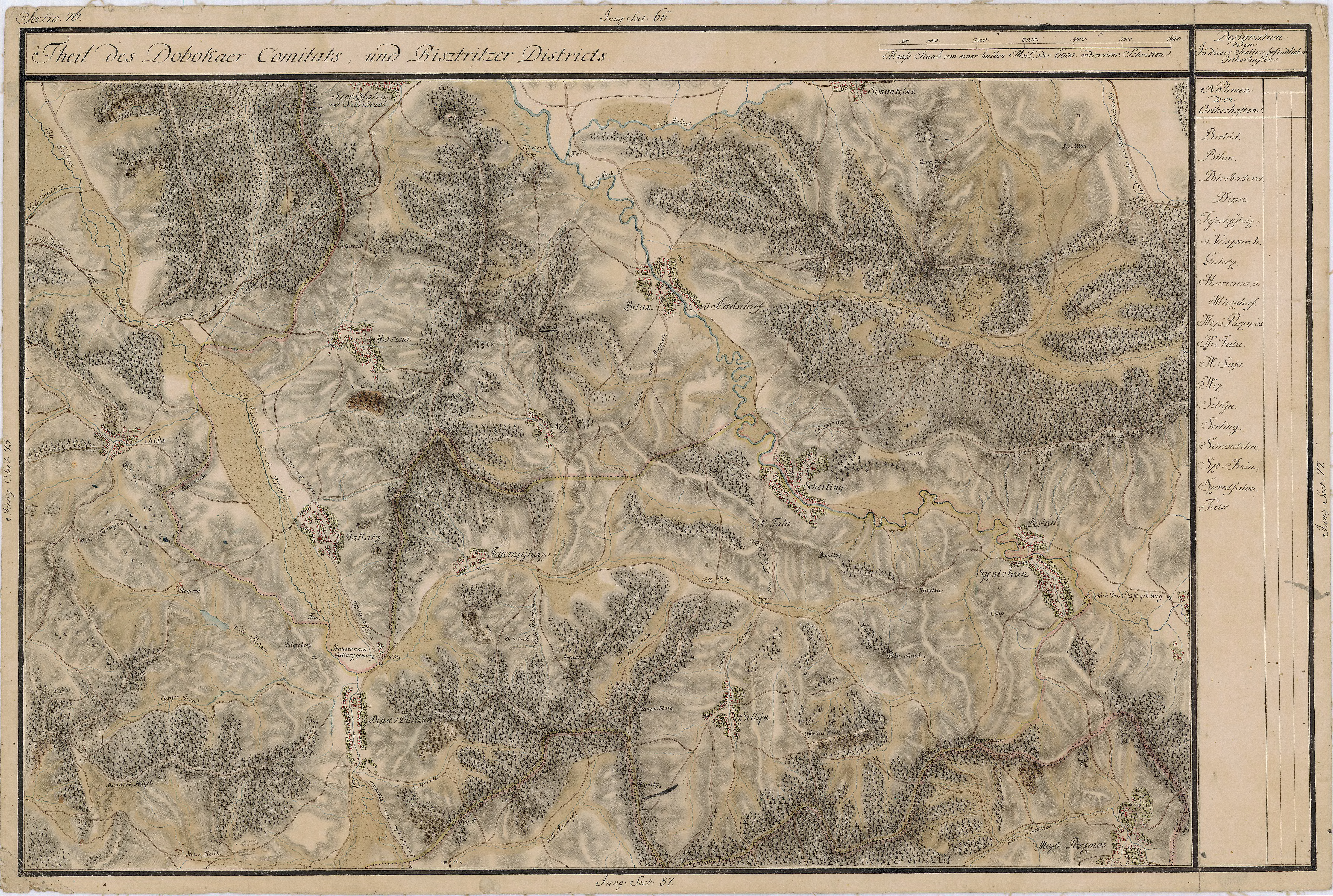
Domneşti pe Harta Iosefină a Transilvaniei, 1769-73

## Istoric
În această localitate s-au descoperit urme ale unor exploatări ale sării, din timpul romanilor. Exploatările romane erau, deobicei, camere lungi de 15-30 m, deschise în cariere la zi, cu exploatare în vatră.
Volker Wollmann în monografia sa asupra mineritului subliniază prezența în imediata apropiere a zăcămintelor de sare, de fiecare dată, a unei fortificații romane. Castrul roman Arcobadara de la Ilișua a apărat exploatările de sare de la Domnești.
Un altar votiv cu o inscripție ce face referiri la exploatarea sării a fost descoperit în anul 1913 la 12 km în aval de orașul Bistrița, pe malul stâng al râului Șieu, la confluența acestuia cu râul Budac, între satele Sărățel și Domnești, unde apare la zi sarea masivă, izvoare și bălți cu apă sărată, nămol sărat, eflorescențe saline și plante halofile. Altarul datează din prima jumătate a secolului al II-lea e.n. și poartă inscripția: [I]OMETIM [P]RO SALT AEI MARI . COI . CONDVC . PASC ET SALINA . ATTICUS EIVS V . S. L . M) [Lui Jupiter cel prea bun și prea mare [ETIM ?] pentru sănătatea lui Aelius Marcus COL ? arendaș al pășunilor și salinelor. Atticus (sclavul său) cu bucurie a îndeplinit jurământul]. Textul inscripției atestă depunerea unei ofrande votive într-un sanctuar al lui Iovis Pater de către un sclav numit Atticus, împuternicit al unui arendaș al pășunilor și salinelor, Aelius Marius, care făcea parte din serviciul de administrare și exploatare al salinelor și pășunilor Daciei Romane. Acest sclav, ajungând la o situație mai bună, a ridicat altarul în sănătatea stăpânului său.

## Date geologice
Pe teritoriul satului Domnești există izvoare sărate.

## Obiective turistice
- Rezervația naturală ˝Râpa cu păpuși˝ (2 ha).

## Vezi și
- Biserica de lemn din Domnești
- Biserica evanghelică din Domnești
- Pământul crăiesc al sașilor, partea nordică
  - Țara Năsăudului de lângă Năsăud
  - Reener Ländchen de lângă Reghin

## Galerie de imagini

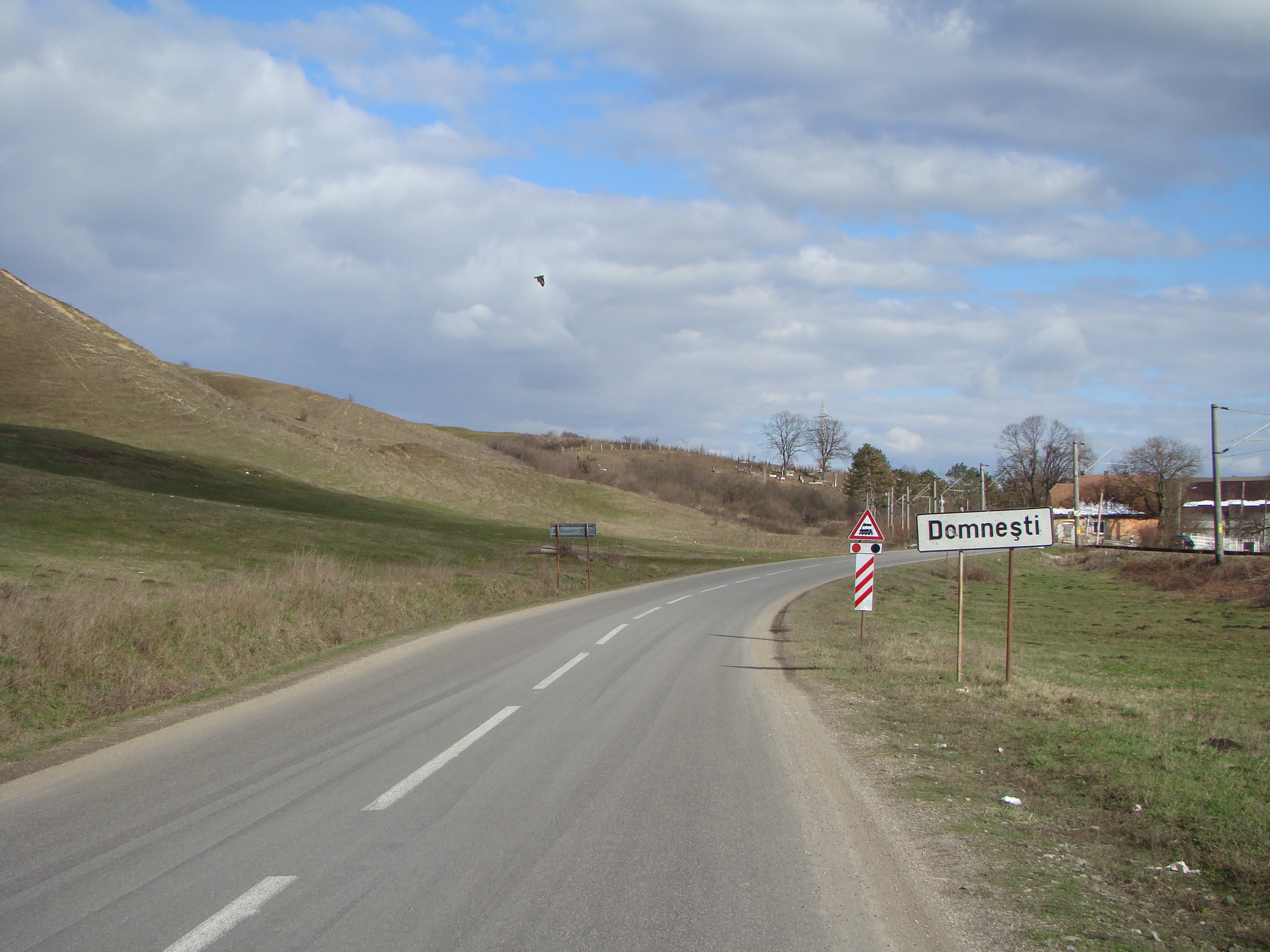
Intrarea în localitate
Domnești (Rezervația naturală ˝Râpa cu păpuși˝)
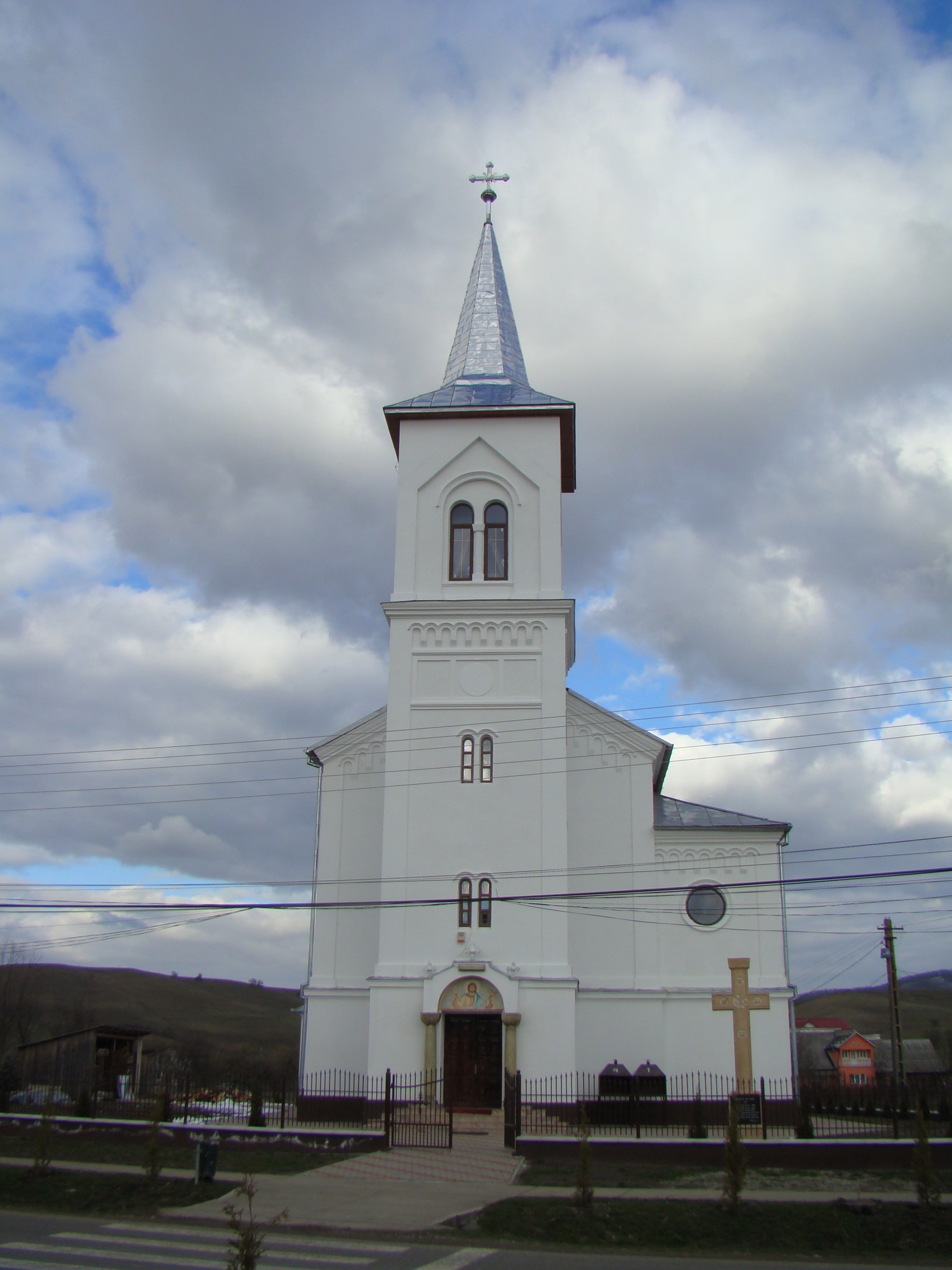
Fosta biserică evanghelică, în prezent ortodoxă
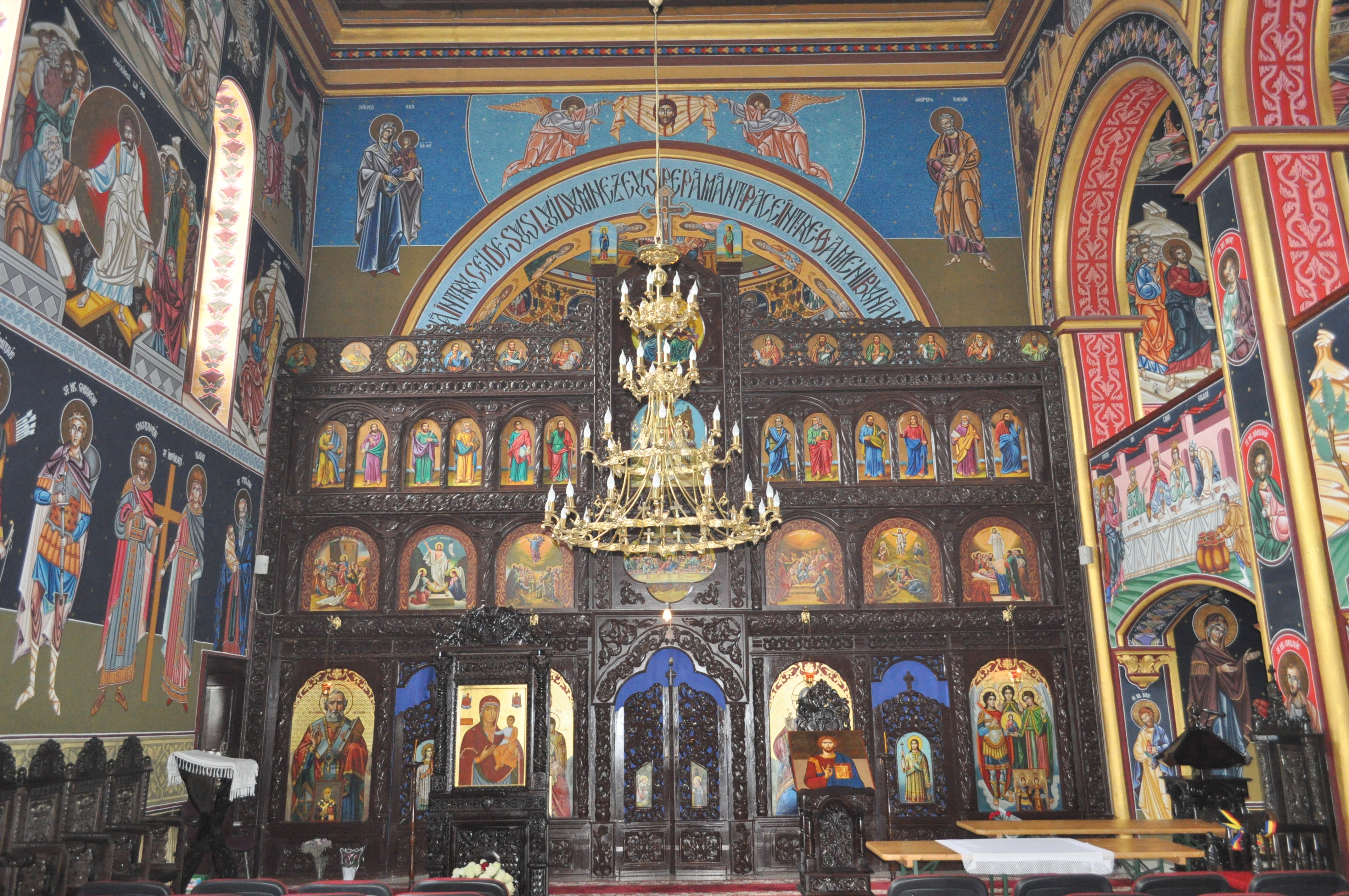
Fosta biserică evanghelică, în prezent ortodoxă
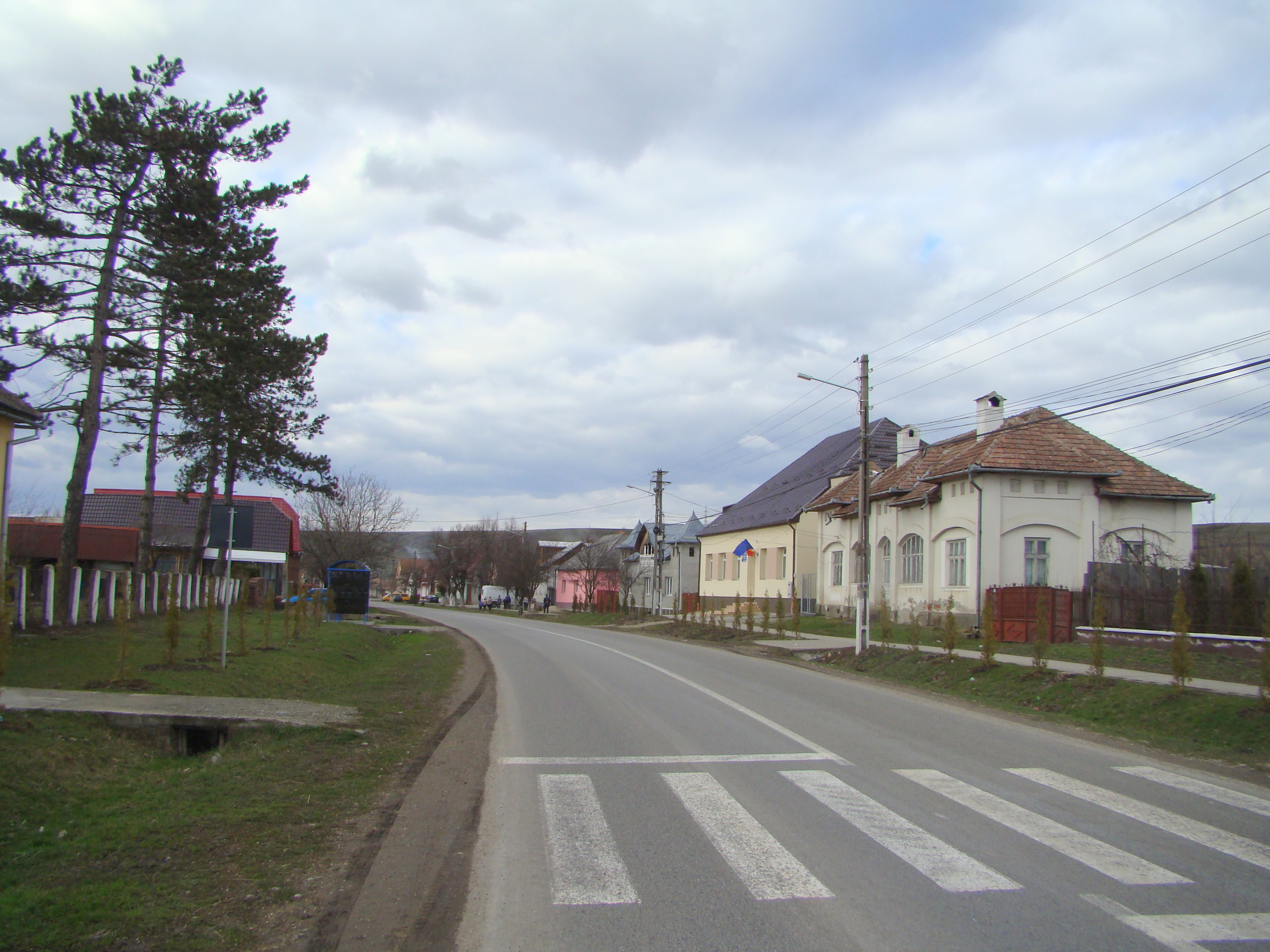
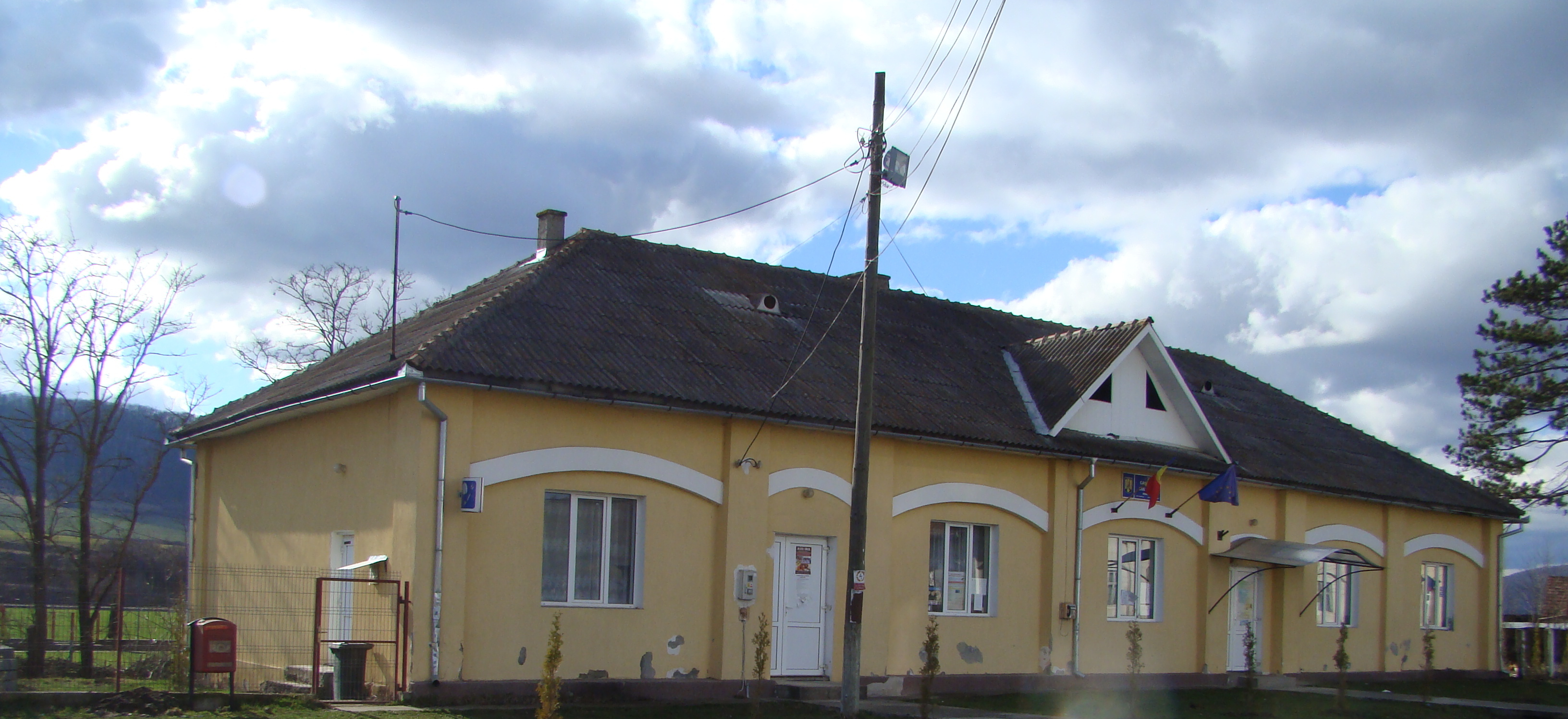
Căminul cultural